# Saki Igarashi
Saki Igarashi (jap. 五十嵐彩季 Igarashi Saki; ur. 24 stycznia 2000) – japońska zapaśniczka walcząca w stylu wolnym. Mistrzyni Azji w 2018; druga w 2019. Triumfatorka Pucharu Świata w 2018 i 2019. Mistrzyni świata juniorów i MŚ U-23 w 2018, a także Azji kadetów 2016. Druga na MŚ U-23 w 2019 i trzecia na MŚ juniorów w 2019 roku.